# Qasr Al-Hallabat

Qasr al Hallabat je mesto v guvernoratu Zarka v severozahodni Jordaniji, severovzhodno od glavnega mesta Aman. Mesto je dobilo ime po omajadskem puščavskem gradu, ki stoji tam. Vzhodno od gradu stoji pripadajoča kopališka hiša Hammam as-Sarah.

## Ozadje
V času rodbine Omajadov so plemiči in premožne družine postavili majhne gradove v polsušnih regijah, ki so služili kot njihova podeželska posestva ali lovski dvorci. Za plemstvo je bil lov najljubša zabava in ti puščavski gradovi so postali pomembni kraji sprostitve in zabave. V arabščini so ti puščavski gradovi znani kot qusur (pl.)  / qasr (sing.). Pogosto so bili zgrajeni v bližini vodnega vira ali zraven, kot je naravna oaza, pogosto pa so ob pomembnih trgovskih poteh, kot so starodavne trgovske poti, ki so povezovale Damask z Medino in Kufo. Qasr Burqu' je eden najzgodnejših primerov puščavskega gradu.
Izdelava qasra je običajno sledila standardni predlogi; glavni grad je bila pravokotna kamnita zgradba z dovršenim vhodom, druge zgradbe v kompleksu pa bi vsebovale hamam (kopališko hišo), mošejo in obzidane ograjene prostore za živali. Kompleks je vključeval tudi zbiralnik za vodo ali jez. Notranje sobe glavnega gradu so bile okrašene s talnimi mozaiki, freskami ali stenskimi poslikavami z vzorci, ki kažejo vzhodne in zahodne vplive. Večina puščavskih palač je bila opuščena, potem ko so Omajadi leta 750 padli z oblasti, številni projekti so se zaključili, drugi pa so bili prepuščeni eroziji.
Razvaline teh puščavskih gradov lahko najdemo po celotnem Bližnjem vzhodu. Medtem ko se večina qasr nahaja v moderni Jordaniji, jih je več v Siriji, na Zahodnem bregu in v Izraelu, bodisi v mestih (Jeruzalem, Ramla), na razmeroma zelenih območjih (Al-Sinnabra, Khirbat al-Minya) ali res v puščavi (Qasr al-Hayr al-Gharbi in Qasr al-Hayr al-Sharqi, Jabal Sais, Hisham's Palace).

## Grad
Kompleks Qasr al Hallabat stoji v vzhodni Jordanski puščavi. Prvotno rimska trdnjava, ki je bila zgrajena pod cesarjem Karakalo, da bi zaščitila svoje prebivalce pred beduinskimi plemeni, je datirana v 2. in 3. stoletje našega štetja, čeprav obstajajo tudi sledovi o prisotnosti [[Nabatejci|Nabatejcev. Bila je ena od številnih utrdb na rimski cesti Via Traiana Nova, pot, ki je povezovala Damask z Ailo (sodobna Akaba) s Petro in FiladelFijo (novodobni Aman). Vendar je omajadski kalif Hišam ibn Abd al-Malik do 8. stoletja ukazal rušenje rimskih struktur, da bi prenovili to vojaško mesto in sosednje ozemlje, da bi postalo eno največjih puščavskih kompleksov Omajadov.
Na podlagi sedanjega načrta je vgradil mošejo (najdeno 15 metrov jugovzhodno od glavne zgradbe), zapleten vodni sistem, ki vključuje pet cistern in precej velik zbiralnik za vodo, ter kopališče. Poleg tega ostaja zahodno od palače zaprta zgradba, ki se je verjetno uporabljala v kmetijske namene, kot je gojenje oljk in / ali trte. Medtem ko še vedno stoji samo enoslojni kamniti odtis kmetijske konstrukcije, so trije stenski deli mošeje, vključno z mihrabom v južni steni, ostali nedotaknjeni. Glavna palača je zgrajena iz črnega bazalta in apnenca in ima kvadratni tloris s stolpi na vsakem vogalu. Velike po velikosti so glavne strukture še izboljšali z dekorativnimi mozaiki, ki prikazujejo raznovrstno živalstvo, podrobnimi freskami in visoko oblikovanimi štukaturnimi rezbarijami. Najdišče je v celoti obnovljeno.
Približno 1400 metrov vzhodno od palače stojijo ostanki mošeje v mestu Qusayr al Hallabat. Majhna, meri 10,70 do 11,80 metra, je zgrajena iz slojevitega apnenca. V notranjosti dve ločni arkadi delita mošejo na tri oddelke. Zaokroženo oblikovanje podaljša obod prostora na višini 2,10 metra. Podobno kot Qasr Amra  in Hammam as-Sarah tudi trije predorski oboki podpirajo streho konstrukcije. Mošejo je na severu, zahodu in vzhodu obdajal 3,30 metra širok portik.

## Sodobno mesto
Bližnje sodobno mesto Qasr Al-Hallabat je občina, sestavljena iz štirih vasi. Območje poseljuje pleme Bani Sakhr, zlasti družina Al Othman.
- Mošeja
- Dvorišče
- Talni mozaik
- Popisan blok